# Arek Kłusowski
Arkadiusz Kłusowski (ur. 14 kwietnia 1992 w Rzeszowie) – polski piosenkarz, kompozytor i tekściarz.
Finalista trzeciej edycji programu TVP2 The Voice of Poland (2013). Wydał trzy albumy studyjne: Po tamtej stronie (2019), Lumpeks (2021) i Zaległości w miłości (2023) oraz wylansował przeboje: „Antarktyda”, „Idealny syn” i „Najsmutniejszy człowiek świata”.
Jako autor tekstów piosenek współpracował m.in. z Ewą Farną, Dodą, Mateuszem Ziółką i Justyną Steczkowską.

## Życiorys
Jest absolwentem Technikum Hotelarstwa w Zespole Szkół Gastronomicznych w Rzeszowie i ukończył studia dziennikarskie. Uczył się w klasie śpiewu solowego w rzeszowskiej Szkole Muzyki Rozrywkowej „Pro Musica”. Był solistą Młodzieżowego Domu Kultury i Centrum Sztuki Wokalnej w Rzeszowie. Kiedy miał 19 lat, stworzył Rzeszowską Grupę Artystyczną i  zorganizował festiwal „Rzeszowskie Święto Wokalne”, który miał na celu propagowanie twórczości zmarłych artystów. Został solistą 21 Brygady Strzelców Podhalańskich.
W 2013 zajął trzecie miejsce w finale trzeciej edycji programu rozrywkowego The Voice of Poland w TVP2. Po udziale w konkursie podpisał kontrakt z wytwórnią muzyczną Universal Music Polska.
W 2015 zadebiutował jako aktor teatralny rolą w spektaklu Cohen – Nohavica (reż. Marian Opania) w Teatrze Buffo w Warszawie, a na potrzeby albumu promującego przedstawienie nagrał piosenki: „Hallelujah”, „Wieża piosenki” i „Każdy o tym wie” z repertuaru Cohena oraz „Piąta rano – świt” i „Sarajewo” z repertuaru Nohavicy. W 2016 wydał singiel „Try” i został jednym z pomysłodawców koncertu Tribute to Jantar poświęconego pamięci Anny Jantar, który przez kolejne dwa lata był cyklicznie prezentowany na scenie Teatru Capitol w Warszawie. W 2017 wziął udział w projekcie Łukasza Gorczycy „Gorczyca i Przyjaciele”, po którym nagrał utwór „Paradise” z Gorczycą i Jennifer Batten. W tym samym roku stworzył z Jackiem Moore’em projekt muzyczny A.M.G.. Również w 2017 wystąpił z utworem „To już za nami” w koncercie „Debiuty” w ramach 54. Krajowego Festiwalu Piosenki Polskiej w Opolu, mimo wcześniejszego wycofania się z występu wskutek szeroko komentowanego w prasie bojkotu wydarzenia przez polskich wykonawców. W 2018 był jednym z jurorów w pierwszej edycji programu Polsatu Śpiewajmy razem. All Together Now i organizował koncert Wysocki. Wschody i Zachody w hołdzie Włodzimierzowi Wysockiemu.
22 marca 2019 wydał debiutancki album studyjny pt. Po tamtej stronie, za który otrzymał pozytywne recenzje od krytyków. Płytę promował utworem „Rocznik ’92”, który został wyróżniony w książce autorstwa Jakuba Krzyżanowskiego „100 najodważniejszych polskich piosenek” (2022), a remiks piosenki został umieszczony na składance pt. Music 4 Queers & Queens (2020). Latem 2019 wystąpił m.in. na Scenie Ż podczas Męskiego Grania w Gdyni, a także na Fest Festiwalu w Chorzowie i Open’er Festivalu w Gdyni. W tym samym roku występował jako support Darii Zawiałow podczas jej jesiennej trasy koncertowej Helsinki Tour Vol. 2. Pod koniec 2020 wydał świąteczną piosenkę „Wspólna chwila”, którą nagrał z Julią Wieniawą i Mery Spolsky na potrzeby kampanii reklamowej sklepu internetowego Allegro.pl.
W lutym 2021 podpisał kontrakt z wytwórnią Kayax. 21 maja tego samego roku wydał drugi album pt. Lumpeks, z którym dotarł do 43. miejsca na oficjalnej liście sprzedaży w Polsce. Płytę promował m.in. przebojem „Idealny syn”, z którym wystąpił w konkursie o Bursztynowego Słowika podczas Top of the Top Sopot Festival 2021 oraz w konkursie Przebój lata RMF FM i Polsatu. Do końca roku nagrał także piosenki: „Scenariusz” w duecie z Noviką i „Niech zimy nie będzie” z Kayah. W styczniu 2023 wydał singiel „Najsmutniejszy człowiek świata”, którym zapowiedział album pt. Zaległości w miłości wydany 4 sierpnia tego samego roku.

## Dyskografia

### Albumy studyjne
| Rok                         | Dane dot. albumu                                                                                          | Pozycja na liście |
| Rok                         | Dane dot. albumu                                                                                          | POL               |
| --------------------------- | --- | ----------------- |
| 2019                        | Po tamtej stronie - Data: 22 marca 2019 - Wydawca: Agencja Artystyczna MTJ - Format: CD, digital download | –                 |
| 2021                        | Lumpeks - Data: 21 maja 2021 - Wydawca: Kayax - Format: CD, digital download                              | 43                |
| 2023                        | Zaległości w miłości - Data: 4 sierpnia 2023 - Wydawca: Kayax - Format: CD, digital download              | –                 |
| „–” album nie był notowany. | |                   |

### Single
| Rok                          | Tytuł                                     | Pozycja na liście | Pozycja na liście     | Pozycja na liście | Pozycja na liście | Pozycja na liście | Pozycja na liście | Album                            |
| Rok                          | Tytuł                                     | POL (airplay)     | POL (airplay nowości) | WiR               | SLiP              | RMF FM            | Zet               | Album                            |
| ---------------------------- | ----------------------------------------- | ----------------- | --------------------- | ----------------- | ----------------- | ----------------- | ----------------- | -------------------------------- |
| 2013                         | „Wiosna”                                  | –                 | –                     | –                 | –                 | –                 | –                 | –                                |
| 2014                         | „Dawca”                                   | –                 | –                     | –                 | –                 | –                 | –                 | –                                |
| 2014                         | „Podpalimy miasta”                        | –                 | –                     | 5                 | 36                | –                 | –                 | –                                |
| 2016                         | „Na niby”                                 | –                 | –                     | –                 | –                 | –                 | –                 | –                                |
| 2016                         | „Koniec”                                  | –                 | –                     | –                 | –                 | –                 | –                 | –                                |
| 2017                         | „Mimowolnie”                              | –                 | –                     | –                 | –                 | –                 | –                 | Druga szansa (ścieżka dźwiękowa) |
| 2017                         | „Recepta”                                 | –                 | –                     | –                 | –                 | –                 | –                 | Druga szansa (ścieżka dźwiękowa) |
| 2017                         | „To już za nami”                          | –                 | –                     | –                 | –                 | –                 | –                 | Po tamtej stronie                |
| 2018                         | „Po tamtej stronie”                       | –                 | –                     | –                 | –                 | –                 | –                 | Po tamtej stronie                |
| 2019                         | „Szukam”                                  | –                 | –                     | –                 | –                 | –                 | –                 | Po tamtej stronie                |
| 2020                         | „Rocznik '92”                             | –                 | –                     | –                 | –                 | –                 | –                 | Po tamtej stronie                |
| 2021                         | „Antarktyda”                              | –                 | –                     | 5                 | 31                | –                 | –                 | Lumpeks                          |
| 2021                         | „Idealny syn”                             | 19                | 3                     | 1                 | 11                | 3                 | 11                | Lumpeks                          |
| 2021                         | „Lumpeks”                                 | –                 | –                     | –                 | –                 | –                 | –                 | Lumpeks                          |
| 2021                         | „Papierowy dom”                           | –                 | –                     | 2                 | 24                | –                 | –                 | Lumpeks                          |
| 2022                         | „Uciekinierzy” (oraz Justyna Steczkowska) | –                 | –                     | –                 | –                 | –                 | –                 | Szamanka                         |
| 2023                         | „Najsmutniejszy człowiek świata”          | –                 | –                     | 1                 | 6                 | –                 | 2                 | Zaległości w miłości             |
| 2023                         | „Włoski strajk”                           | –                 | –                     | –                 | –                 | –                 | –                 | Zaległości w miłości             |
| 2023                         | „24H”                                     | –                 | –                     | –                 | –                 | –                 | –                 | Zaległości w miłości             |
| 2023                         | "Motel"                                   | –                 | –                     | 3                 | –                 | –                 | –                 | Zaległości w miłości             |
| 2024                         | ”Pop i Disco”                             | –                 | –                     | –                 | –                 | –                 | –                 | –                                |
| 2024                         | "Chłopak z sąsiedztwa"                    | 28                | –                     | –                 | –                 | –                 | –                 | –                                |
| „–” singel nie był notowany. |                                           |                   |                       |                   |                   |                   |                   |                                  |